# USS Doyen (DD-280)
Za druga plovila z istim imenom glejte USS Doyen.
USS Doyen (DD-280) je bil rušilec razreda Clemson v sestavi Vojne mornarice Združenih držav Amerike.
Rušilec je bil poimenovan po brigadnem generalu Charlesu Augustusu Doyenu.

## Zgodovina
V skladu s Londonskim sporazumom o pomorski razorožitvi je bil rušilec 20. decembra 1930 razrezan.